# Dipartimenti dell'Argentina

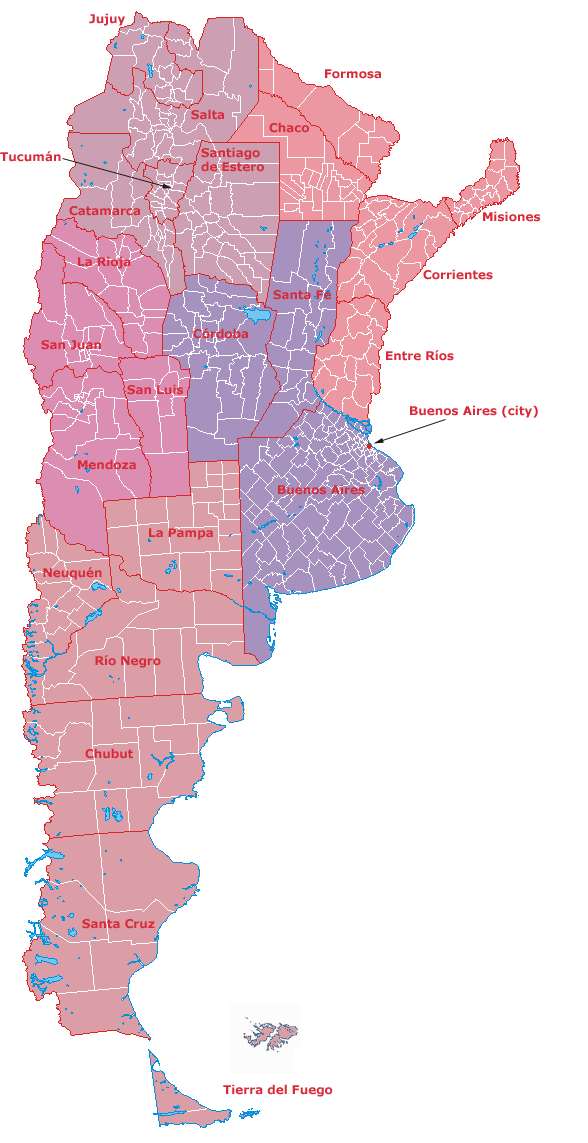
Dipartimenti dell'Argentina

I dipartimenti dell'Argentina (in spagnolo: departamentos) sono la suddivisione amministrativa di secondo livello del Paese e il primo livello per ciascuna delle province. Non vi sono dipartimenti nella provincia di Buenos Aires, suddivisa in partidos ("divisioni"), e nella città autonoma di Buenos Aires, che è suddivisa in comunas (i quali si suddividono ulteriormente in quartieri, barrios, o coincidere territorialmente con uno di essi).
Includendo i cinque dipartimenti della provincia di Terra del Fuoco, Antartide e Isole dell'Atlantico del Sud, vi sono in tutto 379 dipartimenti, escludendo i partidos della provincia di Buenos Aires. 31 nomi di dipartimenti non sono unici entro i confini dell'Argentina (75 dipartimenti, infatti, hanno lo stesso nome o uno molto simile).

## Lista

### Dipartimenti
Provincia di Catamarca 
| Dipartimento             | Capoluogo                           | Popolazione |
| ------------------------ | ----------------------------------- | ----------- |
| Ambato                   | La Puerta                           | 4 463       |
| Ancasti                  | Ancasti                             | 2 917       |
| Andalgalá                | Andalgalá                           | 18 132      |
| Antofagasta de la Sierra | Antofagasta de la Sierra            | 1 436       |
| Belén                    | Belén                               | 27 843      |
| Capayán                  | Chumbicha                           | 16 085      |
| Capital                  | San Fernando del Valle de Catamarca | 159 703     |
| El Alto                  | El Alto                             | 3 570       |
| Fray Mamerto Esquiú      | San José                            | 11 896      |
| La Paz                   | Recreo                              | 22 638      |
| Paclín                   | La Merced                           | 4 185       |
| Pomán                    | Pomán                               | 10 776      |
| Santa María              | Santa María                         | 22 548      |
| Santa Rosa               | Bañado de Ovanta                    | 12 034      |
| Tinogasta                | Tinogasta                           | 22 360      |
| Valle Viejo              | San Isidro                          | 27 242      |

 Provincia del Chaco 
| Dipartimento                  | Capoluogo                    | Popolazione |
| ----------------------------- | ---------------------------- | ----------- |
| Almirante Brown               | Pampa del Infierno           | 34 075      |
| Bermejo                       | La Leonesa                   | 25 052      |
| Chacabuco                     | Charata                      | 30 590      |
| Comandante Fernández          | Presidencia Roque Sáenz Peña | 96 944      |
| Doce de Octubre               | General Pinedo               | 22 281      |
| Dos de Abril                  | Hermoso Campo                | 7 432       |
| Fray Justo Santa María de Oro | Santa Sylvina                | 11 826      |
| General Belgrano              | Corzuela                     | 11 988      |
| General Donovan               | Makallé                      | 13 490      |
| General Güemes                | Juan José Castelli           | 67 132      |
| Independencia                 | Campo Largo                  | 22 411      |
| Libertad                      | Puerto Tirol                 | 12 158      |
| Libertador General San Martín | General José de San Martín   | 59 147      |
| Maipú                         | Tres Isletas                 | 25 288      |
| Mayor Luis Jorge Fontana      | Villa Ángela                 | 55 080      |
| Nueve de Julio                | Las Breñas                   | 28 555      |
| O'Higgins                     | San Bernardo                 | 20 131      |
| Presidencia de la Plaza       | Presidencia de la Plaza      | 12 499      |
| Primero de Mayo               | Margarita Belén              | 10 322      |
| Quitilipi                     | Quitilipi                    | 34 081      |
| San Fernando                  | Resistencia                  | 390 874     |
| San Lorenzo                   | Villa Berthet                | 14 702      |
| Sargento Cabral               | Colonia Elisa                | 15 889      |
| Tapenagá                      | Charadai                     | 4 097       |
| Veinticinco de Mayo           | Machagai                     | 29 215      |

 Provincia del Chubut 
| Dipartimento        | Capoluogo          | Popolazione |
| ------------------- | ------------------ | ----------- |
| Biedma              | Puerto Madryn      | 82 883      |
| Cushamen            | Cushamen           | 20 919      |
| Escalante           | Comodoro Rivadavia | 186 583     |
| Florentino Ameghino | Camarones          | 1 627       |
| Futaleufú           | Esquel             | 43 076      |
| Gaiman              | Gaiman             | 11 141      |
| Gastre              | Gastre             | 1 427       |
| Languiñeo           | Tecka              | 3 085       |
| Mártires            | Las Plumas         | 778         |
| Paso de Indios      | Paso de Indios     | 1 867       |
| Rawson              | Rawson             | 131 313     |
| Río Senguer         | Alto Río Senguer   | 5 979       |
| Sarmiento           | Sarmiento          | 11 396      |
| Tehuelches          | José de San Martín | 5 390       |
| Telsen              | Telsen             | 1 644       |

 Provincia di Córdoba 
| Dipartimento                | Capoluogo                 | Popolazione |
| --------------------------- | ------------------------- | ----------- |
| Calamuchita                 | San Agustin               | 54 730      |
| Capital                     | Córdoba                   | 1 329 604   |
| Colón                       | Jesús María               | 225 151     |
| Cruz del Eje                | Cruz del Eje              | 58 759      |
| General Roca                | Villa Huidobro            | 35 645      |
| General San Martín          | Villa María               | 127 454     |
| Ischilín                    | Deán Funes                | 31 312      |
| Juárez Celman               | La Carlota                | 61 078      |
| Marcos Juárez               | Marcos Juárez             | 104 205     |
| Minas                       | San Carlos                | 4 727       |
| Pocho                       | Salsacate                 | 5 380       |
| Presidente Roque Sáenz Peña | Laboulaye                 | 36 282      |
| Punilla                     | Cosquín                   | 178 401     |
| Río Cuarto                  | Río Cuarto                | 246 393     |
| Río Primero                 | Santa Rosa de Río Primero | 46 675      |
| Río Seco                    | Villa de María            | 13 242      |
| Río Segundo                 | Villa del Rosario         | 103 718     |
| San Alberto                 | Villa Cura Brochero       | 37 004      |
| San Javier                  | Villa Dolores             | 53 520      |
| San Justo                   | San Francisco             | 206 307     |
| Santa María                 | Alta Gracia               | 98 188      |
| Sobremonte                  | San Francisco del Chañar  | 4 591       |
| Tercero Arriba              | Oliva                     | 109 554     |
| Totoral                     | Villa del Totoral         | 18 556      |
| Tulumba                     | Villa Tulumba             | 12 673      |
| Unión                       | Bell Ville                | 105 727     |

 Provincia di Corrientes 
| Dipartimento        | Capoluogo                              | Popolazione |
| ------------------- | -------------------------------------- | ----------- |
| Bella Vista         | Bella Vista                            | 37 181      |
| Berón de Astrada    | San Antonio de Itatí                   | 2 461       |
| Capital             | Corrientes                             | 358 223     |
| Concepción          | Concepción                             | 21 113      |
| Curuzú Cuatiá       | Curuzú Cuatiá                          | 44 384      |
| Empedrado           | Empedrado                              | 15 109      |
| Esquina             | Esquina                                | 30 802      |
| General Alvear      | Alvear                                 | 7 926       |
| General Paz         | Nuestra Señora del Rosario de Caá Catí | 14 836      |
| Goya                | Goya                                   | 89 959      |
| Itatí               | Itatí                                  | 9 171       |
| Ituzaingó           | Ituzaingó                              | 31 150      |
| Lavalle             | Lavalle                                | 28 759      |
| Mburucuyá           | Mburucuyá                              | 9 252       |
| Mercedes            | Mercedes                               | 40 667      |
| Monte Caseros       | Monte Caseros                          | 36 338      |
| Paso de los Libres  | Paso de los Libres                     | 48 642      |
| Saladas             | Saladas                                | 22 244      |
| San Cosme           | San Cosme                              | 14 381      |
| San Luis del Palmar | San Luis del Palmar                    | 17 590      |
| San Martín          | La Cruz                                | 13 140      |
| San Miguel          | San Miguel                             | 10 572      |
| San Roque           | San Roque                              | 18 366      |
| Santo Tomé          | Santo Tomé                             | 61 297      |
| Sauce               | Sauce                                  | 9 032       |

 Provincia di Entre Ríos 
| Dipartimento          | Capoluogo              | Popolazione |
| --------------------- | ---------------------- | ----------- |
| Colón                 | Colón                  | 62 160      |
| Concordia             | Concordia              | 170 033     |
| Diamante              | Diamante               | 46 361      |
| Federación            | Federación             | 68 736      |
| Federal               | Federal                | 25 863      |
| Gualeguay             | Gualeguay              | 51 883      |
| Gualeguaychú          | Gualeguaychú           | 109 461     |
| Islas del Ibicuy      | Villa Paranacito       | 12 077      |
| La Paz                | La Paz                 | 66 903      |
| Nogoyá                | Nogoyá                 | 39 026      |
| Paraná                | Paraná                 | 339 930     |
| San José de Feliciano | San José de Feliciano  | 15 079      |
| San Salvador          | San Salvador           | 17 357      |
| Tala                  | Rosario del Tala       | 25 665      |
| Uruguay               | Concepción del Uruguay | 100 728     |
| Victoria              | Victoria               | 35 767      |
| Villaguay             | Villaguay              | 48 965      |

 Provincia di Formosa 
| Dipartimento | Capoluogo               | Popolazione |
| ------------ | ----------------------- | ----------- |
| Bermejo      | Laguna Yema             | 14 046      |
| Formosa      | Formosa                 | 234 354     |
| Laishi       | San Francisco de Laishi | 17 063      |
| Matacos      | Ingeniero Juárez        | 14 375      |
| Patiño       | Comandante Fontana      | 68 581      |
| Pilagás      | El Espinillo            | 18 399      |
| Pilcomayo    | Clorinda                | 85 024      |
| Pirané       | Pirané                  | 64 566      |
| Ramón Lista  | El Chorro               | 13 754      |

 Provincia di Jujuy 
| Dipartimento           | Capoluogo                     | Popolazione |
| ---------------------- | ----------------------------- | ----------- |
| Cochinoca              | Abra Pampa                    | 12 656      |
| Doctor Manuel Belgrano | San Salvador de Jujuy         | 265 249     |
| El Carmen              | El Carmen                     | 97 039      |
| Humahuaca              | Humahuaca                     | 17 366      |
| Ledesma                | Libertador General San Martín | 81 790      |
| Palpalá                | Palpalá                       | 52 631      |
| Rinconada              | Rinconada                     | 2 488       |
| San Antonio            | San Antonio                   | 4 466       |
| San Pedro              | San Pedro de Jujuy            | 75 037      |
| Santa Bárbara          | Palma Sola                    | 17 730      |
| Santa Catalina         | Santa Catalina                | 2 800       |
| Susques                | Susques                       | 3 791       |
| Tilcara                | Tilcara                       | 12 349      |
| Tumbaya                | Tumbaya                       | 4 658       |
| Valle Grande           | Valle Grande                  | 2 451       |
| Yavi                   | La Quiaca                     | 20 806      |

 Provincia di La Pampa 
| Dipartimento  | Capoluogo            | Popolazione |
| ------------- | -------------------- | ----------- |
| Atreucó       | Macachín             | 10 153      |
| Caleu Caleu   | La Adela             | 2 313       |
| Capital       | Santa Rosa           | 105 312     |
| Catriló       | Catriló              | 7 293       |
| Chalileo      | Santa Isabel         | 2 985       |
| Chapaleufú    | Intendente Alvear    | 11 620      |
| Chical Co     | Algarrobo del Águila | 1 502       |
| Conhelo       | Eduardo Castex       | 14 077      |
| Curacó        | Puelches             | 1 040       |
| Guatraché     | Guatraché            | 8 831       |
| Hucal         | Bernasconi           | 7 540       |
| Lihuel Calel  | Cuchillo-Có          | 439         |
| Limay Mahuida | Limay Mahuida        | 503         |
| Loventué      | Victorica            | 8 619       |
| Maracó        | General Pico         | 59 024      |
| Puelén        | Veinticinco de Mayo  | 9 468       |
| Quemú Quemú   | Quemú Quemú          | 8 663       |
| Rancul        | Parera               | 10 668      |
| Realicó       | Realicó              | 16 227      |
| Toay          | Toay                 | 12 409      |
| Trenel        | Trenel               | 5 426       |
| Utracán       | General Acha         | 14 839      |

 Provincia di La Rioja 
| Dipartimento                   | Capoluogo                  | Popolazione |
| ------------------------------ | -------------------------- | ----------- |
| Arauco                         | Aimogasta                  | 15 418      |
| Capital                        | La Rioja                   | 180 995     |
| Castro Barros                  | Aminga                     | 4 268       |
| Chamical                       | Chamical                   | 14 160      |
| Chilecito                      | Chilecito                  | 49 432      |
| Coronel Felipe Varela          | Villa Unión                | 9 648       |
| Famatina                       | Famatina                   | 5 863       |
| General Ángel Vicente Peñaloza | Tama                       | 3 073       |
| General Belgrano               | Olta                       | 7 370       |
| General Juan Facundo Quiroga   | Malanzán                   | 4 108       |
| General Lamadrid               | Villa Castelli             | 1 734       |
| General Ocampo                 | Villa Santa Rita de Catuna | 7 145       |
| General San Martín             | Ulapes                     | 4 944       |
| Independencia                  | Patquía                    | 2 427       |
| Rosario Vera Peñaloza          | Chepes                     | 14 054      |
| San Blas de los Sauces         | San Blas                   | 3 927       |
| Sanagasta                      | Sanagasta                  | 2 345       |
| Vinchina                       | Villa San José de Vinchina | 2 731       |

 Provincia di Mendoza 
| Dipartimento   | Capoluogo      | Popolazione |
| -------------- | -------------- | ----------- |
| Capital        | Mendoza        | 115 041     |
| General Alvear | General Alvear | 46 429      |
| Godoy Cruz     | Godoy Cruz     | 191 903     |
| Guaymallén     | Villa Nueva    | 283 803     |
| Junín          | Junín          | 37 859      |
| La Paz         | La Paz         | 10 012      |
| Las Heras      | Las Heras      | 203 666     |
| Lavalle        | Villa Tulumaya | 36 738      |
| Luján de Cuyo  | Luján de Cuyo  | 119 888     |
| Maipú          | Maipú          | 172 332     |
| Malargüe       | Malargüe       | 27 660      |
| Rivadavia      | Rivadavia      | 56 373      |
| San Carlos     | San Carlos     | 32 631      |
| San Martín     | San Martín     | 118 220     |
| San Rafael     | San Rafael     | 188 018     |
| Santa Rosa     | Santa Rosa     | 16 374      |
| Tunuyán        | Tunuyán        | 49 458      |
| Tupungato      | Tupungato      | 32 524      |

 Provincia di Misiones 
| Dipartimento                  | Capoluogo               | Popolazione |
| ----------------------------- | ----------------------- | ----------- |
| Apóstoles                     | Apóstoles               | 42 249      |
| Cainguás                      | Campo Grande            | 53 403      |
| Candelaria                    | Santa Ana               | 27 040      |
| Capital                       | Posadas                 | 324 756     |
| Concepción                    | Concepción de la Sierra | 9 577       |
| Eldorado                      | Eldorado                | 78 221      |
| General Manuel Belgrano       | Bernardo de Irigoyen    | 42 902      |
| Guaraní                       | El Soberbio             | 67 897      |
| Iguazú                        | Puerto Esperanza        | 82 227      |
| Leandro N. Alem               | Leandro N. Alem         | 45 075      |
| Libertador General San Martín | Puerto Rico             | 46 561      |
| Montecarlo                    | Montecarlo              | 36 745      |
| Oberá                         | Oberá                   | 107 501     |
| San Ignacio                   | San Ignacio             | 57 728      |
| San Javier                    | San Javier              | 20 906      |
| San Pedro                     | San Pedro               | 31 051      |
| Veinticinco de Mayo           | Alba Posse              | 27 754      |

 Provincia di Neuquén 
| Dipartimento | Capoluogo               | Popolazione |
| ------------ | ----------------------- | ----------- |
| Aluminé      | Aluminé                 | 8 306       |
| Añelo        | Añelo                   | 10 786      |
| Catán Lil    | Las Coloradas           | 2 155       |
| Chos Malal   | Chos Malal              | 15 256      |
| Collón Curá  | Piedra del Águila       | 4 532       |
| Confluencia  | Neuquén                 | 362 673     |
| Huiliches    | Junín de los Andes      | 14 725      |
| Lácar        | San Martín de los Andes | 29 748      |
| Loncopué     | Loncopué                | 6 925       |
| Los Lagos    | Villa La Angostura      | 11 998      |
| Minas        | Andacollo               | 7 234       |
| Ñorquín      | El Huecú                | 4 692       |
| Pehuenches   | Buta Ranquil            | 24 087      |
| Picún Leufú  | Picún Leufú             | 4 578       |
| Picunches    | Las Lajas               | 7 022       |
| Zapala       | Zapala                  | 36 549      |

 Provincia di Río Negro 
| Dipartimento        | Capoluogo               | Popolazione |
| ------------------- | ----------------------- | ----------- |
| Adolfo Alsina       | Viedma                  | 57 678      |
| Avellaneda          | Choele Choel            | 35 323      |
| Bariloche           | San Carlos de Bariloche | 133 500     |
| Conesa              | General Conesa          | 7 069       |
| El Cuy              | El Cuy                  | 5 280       |
| General Roca        | General Roca            | 320 921     |
| Ñorquincó           | Ñorquincó               | 1 736       |
| Nueve de Julio      | Sierra Colorada         | 3 475       |
| Pichi Mahuida       | Río Colorado            | 14 107      |
| Pilcaniyeu          | Pilcaniyeu              | 7 428       |
| San Antonio         | San Antonio Oeste       | 29 284      |
| Valcheta            | Valcheta                | 7 101       |
| Veinticinco de Mayo | Maquinchao              | 15 743      |

 Provincia di Salta 
| Dipartimento               | Capoluogo                  | Popolazione |
| -------------------------- | -------------------------- | ----------- |
| Anta                       | Joaquín Víctor González    | 57 411      |
| Cachi                      | Cachi                      | 7 315       |
| Cafayate                   | Cafayate                   | 14 850      |
| Capital                    | Salta                      | 536 113     |
| Cerrillos                  | Cerrillos                  | 35 789      |
| Chicoana                   | Chicoana                   | 20 710      |
| General Güemes             | General Güemes             | 47 226      |
| General José de San Martín | Tartagal                   | 156 910     |
| Guachipas                  | Guachipas                  | 3 187       |
| Iruya                      | Iruya                      | 5 987       |
| La Caldera                 | La Caldera                 | 7 763       |
| La Candelaria              | La Candelaria              | 5 704       |
| La Poma                    | La Poma                    | 1 738       |
| La Viña                    | La Viña                    | 7 435       |
| Los Andes                  | San Antonio de los Cobres  | 6 050       |
| Metán                      | San José de Metán          | 40 351      |
| Molinos                    | Molinos                    | 5 652       |
| Orán                       | San Ramón de la Nueva Orán | 138 838     |
| Rivadavia                  | Rivadavia                  | 30 357      |
| Rosario de la Frontera     | Rosario                    | 28 993      |
| Rosario de Lerma           | Rosario de Lerma           | 38 702      |
| San Carlos                 | San Carlos                 | 7 016       |
| Santa Victoria             | Santa Victoria             | 10 344      |

 Provincia di San Juan 
| Dipartimento        | Capoluogo                   | Popolazione |
| ------------------- | --------------------------- | ----------- |
| Albardón            | General San Martín          | 23 888      |
| Angaco              | Villa del Salvador          | 8 125       |
| Calingasta          | Calingasta                  | 8 588       |
| Capital             | San Juan                    | 109 123     |
| Caucete             | Caucete                     | 38 343      |
| Chimbas             | Villa Paula A. de Sarmiento | 87 258      |
| Iglesia             | Rodeo                       | 9 099       |
| Jáchal              | San José de Jáchal          | 21 730      |
| Nueve de Julio      | Nueve de Julio              | 9 307       |
| Pocito              | Villa Alberastain           | 53 162      |
| Rawson              | Villa Krause                | 114 368     |
| Rivadavia           | Rivadavia                   | 82 641      |
| San Martín          | Villa San Isidro            | 11 115      |
| Santa Lucía         | Santa Lucía                 | 48 087      |
| Sarmiento           | Media Agua                  | 22 131      |
| Ullum               | Villa Ibáñez                | 4 886       |
| Valle Fértil        | Villa San Agustín           | 7 222       |
| Veinticinco de Mayo | Villa Santa Rosa            | 17 119      |
| Zonda               | Villa Basilio Nievas        | 4 863       |

 Provincia di San Luis 
| Dipartimento                  | Capoluogo                      | Popolazione |
| ----------------------------- | ------------------------------ | ----------- |
| Ayacucho                      | San Francisco del Monte de Oro | 19 087      |
| Belgrano                      | Villa General Roca             | 3 985       |
| Chacabuco                     | Conquarán                      | 20 744      |
| Coronel Pringles              | La Toma                        | 13 157      |
| General Pedernera             | Villa Mercedes                 | 125 899     |
| Gobernador Dupuy              | Buena Esperanza                | 11 779      |
| Junín                         | Santa Rosa de Conlara          | 28 933      |
| Juan Martín de Pueyrredón     | San Luis                       | 204 019     |
| Libertador General San Martín | Libertador General San Martín  | 4 707       |

 Provincia di Santa Cruz 
| Dipartimento      | Capoluogo           | Popolazione |
| ----------------- | ------------------- | ----------- |
| Corpen Aike       | Puerto Santa Cruz   | 11 093      |
| Deseado           | Puerto Deseado      | 107 630     |
| Güer Aike         | Río Gallegos        | 113 267     |
| Lago Argentino    | El Calafate         | 18 864      |
| Lago Buenos Aires | Perito Moreno       | 8 750       |
| Magallanes        | Puerto San Julián   | 9 202       |
| Río Chico         | Gobernador Gregores | 5 158       |

 Provincia di Santa Fe 
| Dipartimento     | Capoluogo              | Popolazione |
| ---------------- | ---------------------- | ----------- |
| Belgrano         | Las Rosas              | 44 788      |
| Caseros          | Casilda                | 82 100      |
| Castellanos      | Rafaela                | 178 092     |
| Constitución     | Villa Constitución     | 86 910      |
| Garay            | Helvecia               | 20 890      |
| General López    | Melincué               | 191 024     |
| General Obligado | Reconquista            | 176 410     |
| Iriondo          | Cañada de Gómez        | 66 675      |
| La Capital       | Santa Fe               | 525 093     |
| Las Colonias     | Esperanza              | 104 946     |
| Nueve de Julio   | Tostado                | 29 832      |
| Rosario          | Rosario de la Frontera | 1 193 605   |
| San Cristóbal    | San Cristóbal          | 68 878      |
| San Javier       | San Javier             | 30 959      |
| San Jerónimo     | Coronda                | 80 840      |
| San Justo        | San Justo              | 40 904      |
| San Lorenzo      | San Lorenzo            | 157 255     |
| San Martín       | Sastre                 | 63 842      |
| Vera             | Vera                   | 51 494      |

 Provincia di Santiago del Estero 
| Dipartimento       | Capoluogo             | Popolazione |
| ------------------ | --------------------- | ----------- |
| Aguirre            | Pinto                 | 7 610       |
| Alberdi            | Campo Gallo           | 17 252      |
| Atamisqui          | Villa Atamisqui       | 10 923      |
| Avellaneda         | Herrera               | 20 763      |
| Banda              | La Banda              | 142 279     |
| Belgrano           | Bandera               | 9 243       |
| Capital            | Santiago del Estero   | 267 125     |
| Choya              | Frías                 | 34 667      |
| Copo               | Monte Quemado         | 31 404      |
| Figueroa           | La Cañada             | 17 820      |
| General Taboada    | Añatuya               | 38 105      |
| Guasayán           | San Pedro de Guasayán | 7 602       |
| Jiménez            | Pozo Hondo            | 14 352      |
| Juan Felipe Ibarra | Suncho Corral         | 18 051      |
| Loreto             | Loreto                | 20 036      |
| Mitre              | Villa Unión           | 1 890       |
| Moreno             | Quimilí               | 32 130      |
| Ojo de Agua        | Villa Ojo de Agua     | 14 008      |
| Pellegrini         | Nueva Esperanza       | 20 514      |
| Quebrachos         | Sumampa               | 10 568      |
| Río Hondo          | Fernández             | 54 867      |
| Rivadavia          | Selva                 | 5 015       |
| Robles             | Fernández             | 44 415      |
| Salavina           | Los Telares           | 11 217      |
| San Martín         | Brea Pozo             | 9 831       |
| Sarmiento          | Garza                 | 4 607       |
| Silípica           | Árraga                | 7 712       |

 Provincia di Terra del Fuoco, Antartide e Isole dell'Atlantico del Sud 
| Dipartimento                     | Capoluogo  | Popolazione |
| -------------------------------- | ---------- | ----------- |
| Antartide argentina              | nessuno    | 190         |
| Isole dell'Atlantico Meridionale | nessuno    | 17          |
| Río Grande                       | Río Grande | 66 475      |
| Tolhuin                          | Tolhuin    | 3 567       |
| Ushuaia                          | Ushuaia    | 56 956      |

 Tucumán 
| Dipartimento          | Capoluogo             | Popolazione |
| --------------------- | --------------------- | ----------- |
| Burruyacú             | Burruyacú             | 36 951      |
| Capital               | San Miguel de Tucumán | 548 866     |
| Chicligasta           | Concepción            | 80 735      |
| Cruz Alta             | Banda del Río Salí    | 180 499     |
| Famaillá              | Famaillá              | 34 542      |
| Graneros              | Graneros              | 13 551      |
| Juan Bautista Alberdi | Juan Bautista Alberdi | 30 237      |
| La Cocha              | La Cocha              | 19 002      |
| Leales                | Bella Vista           | 54 949      |
| Lules                 | Lules                 | 68 474      |
| Monteros              | Monteros              | 63 641      |
| Río Chico             | Aguilares             | 56 847      |
| Simoca                | Simoca                | 30 876      |
| Tafí del Valle        | Tafí del Valle        | 14 933      |
| Tafí Viejo            | Tafí Viejo            | 121 638     |
| Trancas               | Trancas               | 17 371      |
| Yerba Buena           | Yerba Buena           | 75 076      |

### Partidos
| Partido                            | Capoluogo                               | Popolazione |
| ---------------------------------- | --------------------------------------- | ----------- |
| Adolfo Alsina                      | Carhué                                  | 17 072      |
| Adolfo Gonzales Chaves             | Adolfo Gonzales Chaves                  | 12 047      |
| Alberti                            | Alberti                                 | 10 654      |
| Almirante Brown                    | Adrogué                                 | 552 902     |
| Arrecifes                          | Arrecifes                               | 29 044      |
| Avellaneda                         | Avellaneda                              | 342 677     |
| Ayacucho                           | Ayacucho                                | 20 337      |
| Azul                               | Azul                                    | 65 280      |
| Bahía Blanca                       | Bahía Blanca                            | 301 572     |
| Balcarce                           | Balcarce                                | 43 823      |
| Baradero                           | Baradero                                | 32 761      |
| Benito Juárez                      | Benito Juárez                           | 20 239      |
| Berazategui                        | Berazategui                             | 324 244     |
| Berisso                            | Berisso                                 | 88 470      |
| Bolívar                            | Bolívar                                 | 34 190      |
| Bragado                            | Bragado                                 | 41 336      |
| Brandsen                           | Brandsen                                | 26 367      |
| Campana                            | Campana                                 | 94 461      |
| Cañuelas                           | Cañuelas                                | 51 892      |
| Capitán Sarmiento                  | Capitán Sarmiento                       | 14 494      |
| Carlos Casares                     | Carlos Casares                          | 22 237      |
| Carlos Tejedor                     | Carlos Tejedor                          | 11 570      |
| Carmen de Areco                    | Carmen de Areco                         | 14 692      |
| Castelli                           | Castelli                                | 8 205       |
| Chacabuco                          | Chacabuco                               | 48 703      |
| Chascomús                          | Chascomús                               | 42 277      |
| Chivilcoy                          | Chivilcoy                               | 64 185      |
| Colón                              | Colón                                   | 24 890      |
| Coronel de Marina Leonardo Rosales | Punta Alta                              | 62 152      |
| Coronel Dorrego                    | Coronel Dorrego                         | 15 825      |
| Coronel Pringles                   | Coronel Pringles                        | 22 933      |
| Coronel Suárez                     | Coronel Suárez                          | 38 320      |
| Daireaux                           | Daireaux                                | 16 889      |
| Dolores                            | Dolores                                 | 27 042      |
| Ensenada                           | Ensenada                                | 56 729      |
| Escobar                            | Belén de Escobar                        | 213 619     |
| Esteban Echeverría                 | Monte Grande                            | 300 959     |
| Exaltación de la Cruz              | Capilla del Señor                       | 29 805      |
| Ezeiza                             | Ezeiza                                  | 163 722     |
| Florencio Varela                   | San Juan Bautista (ex Florencio Varela) | 426 005     |
| Florentino Ameghino                | Florentino Ameghino                     | 8 869       |
| General Alvarado                   | Miramar                                 | 39 594      |
| General Alvear                     | General Alvear                          | 11 130      |
| General Arenales                   | General Arenales                        | 14 903      |
| General Belgrano                   | General Belgrano                        | 17 365      |
| General Guido                      | General Guido                           | 2 816       |
| General Juan Madariaga             | General Juan Madariaga                  | 19 747      |
| General La Madrid                  | General La Madrid                       | 10 783      |
| General Las Heras                  | General Las Heras                       | 14 889      |
| General Lavalle                    | General Lavalle                         | 3 700       |
| General Paz                        | Ranchos                                 | 11 202      |
| General Pinto                      | General Pinto                           | 11 261      |
| General Pueyrredón                 | Mar del Plata                           | 618 989     |
| General Rodríguez                  | General Rodríguez                       | 87 185      |
| General San Martín                 | San Martín                              | 414 196     |
| General Viamonte                   | Los Toldos                              | 18 078      |
| General Villegas                   | General Villegas                        | 30 864      |
| Guaminí                            | Guaminí                                 | 11 826      |
| Hipólito Yrigoyen                  | Henderson                               | 9 585       |
| Hurlingham                         | Hurlingham                              | 181 241     |
| Ituzaingó                          | Ituzaingó                               | 167 824     |
| José Clemente Paz                  | José C. Paz                             | 265 981     |
| Junín                              | Junín                                   | 90 305      |
| La Costa                           | Mar del Tuyú                            | 69 633      |
| La Matanza                         | San Justo                               | 1 775 816   |
| La Plata                           | La Plata                                | 654 324     |
| Lanús                              | Lanús                                   | 459 263     |
| Laprida                            | Laprida                                 | 10 210      |
| Las Flores                         | Las Flores                              | 23 871      |
| Leandro N. Alem                    | Vedia                                   | 16 799      |
| Lezama                             | Lezama                                  | 41 808      |
| Lincoln                            | Lincoln                                 | 17 523      |
| Lobería                            | Lobería                                 | 36 172      |
| Lobos                              | Lobos                                   | 616 279     |
| Lomas de Zamora                    | Lomas de Zamora                         | 106 273     |
| Luján                              | Luján                                   | 19 301      |
| Magdalena                          | Magdalena                               | 10 188      |
| Maipú                              | Maipú                                   | 322 375     |
| Malvinas Argentinas                | Los Polvorines                          | 21 279      |
| Mar Chiquita                       | Coronel Vidal                           | 54 181      |
| Marcos Paz                         | Marcos Paz                              | 63 284      |
| Mercedes                           | Mercedes                                | 528 494     |
| Merlo                              | Merlo                                   | 21 034      |
| Monte                              | San Miguel del Monte                    | 6 499       |
| Monte Hermoso                      | Monte Hermoso                           | 452 505     |
| Moreno                             | Moreno                                  | 321 109     |
| Morón                              | Morón                                   | 17 054      |
| Navarro                            | Navarro                                 | 92 933      |
| Necochea                           | Necochea                                | 47 722      |
| Nueve de Julio                     | Nueve de Julio                          | 111 708     |
| Olavarría                          | Olavarría                               | 30 207      |
| Patagones                          | Carmen de Patagones                     | 39 776      |
| Pehuajó                            | Pehuajó                                 | 5 887       |
| Pellegrini                         | Pellegrini                              | 104 590     |
| Pergamino                          | Pergamino                               | 3 640       |
| Pila                               | Pila                                    | 299 077     |
| Pilar                              | Pilar                                   | 25 728      |
| Pinamar                            | Pinamar                                 | 81 141      |
| Presidente Perón                   | Guernica                                | 15 743      |
| Puán                               | Puan                                    | 9 888       |
| Punta Indio                        | Verónica                                | 582 943     |
| Quilmes                            | Quilmes                                 | 33 042      |
| Ramallo                            | Ramallo                                 | 15 176      |
| Rauch                              | Rauch                                   | 17 143      |
| Rivadavia                          | América                                 | 23 432      |
| Rojas                              | Rojas                                   | 12 513      |
| Roque Pérez                        | Roque Pérez                             | 20 749      |
| Saavedra                           | Pigüé                                   | 32 103      |
| Saladillo                          | Saladillo                               | 8 644       |
| Salliqueló                         | Salliqueló                              | 32 653      |
| Salto                              | Salto                                   | 23 027      |
| San Andrés de Giles                | San Andrés de Giles                     | 23 138      |
| San Antonio de Areco               | San Antonio de Areco                    | 8 399       |
| San Cayetano                       | San Cayetano                            | 163 240     |
| San Fernando                       | San Fernando                            | 292 878     |
| San Isidro                         | San Isidro                              | 276 190     |
| San Miguel                         | San Miguel                              | 145 857     |
| San Nicolás                        | San Nicolás de los Arroyos              | 59 036      |
| San Pedro                          | San Pedro                               | 59 478      |
| San Vicente                        | San Vicente                             | 10 081      |
| Suipacha                           | Suipacha                                | 123 871     |
| Tandil                             | Tandil                                  | 9 178       |
| Tapalqué                           | Tapalqué                                | 376 381     |
| Tigre                              | Tigre                                   | 1 764       |
| Tordillo                           | General Conesa                          | 12 723      |
| Tornquist                          | Tornquist                               | 43 021      |
| Trenque Lauquen                    | Trenque Lauquen                         | 57 110      |
| Tres Arroyos                       | Tres Arroyos                            | 340 071     |
| Tres de Febrero                    | Caseros                                 | 8 700       |
| Tres Lomas                         | Tres Lomas                              | 35 842      |
| Veinticinco de Mayo                | 25 de Mayo                              | 269 420     |
| Vicente López                      | Olivos                                  | 31 730      |
| Villa Gesell                       | Villa Gesell                            | 31 014      |
| Villarino                          | Médanos                                 | 114 269     |
| Zárate                             | Zárate                                  |             |

### Comunas
| Comuna    | Popolazione |
| --------- | ----------- |
| Comuna 1  | 205 886     |
| Comuna 2  | 157 932     |
| Comuna 3  | 187 537     |
| Comuna 4  | 218 245     |
| Comuna 5  | 179 005     |
| Comuna 6  | 176 076     |
| Comuna 7  | 220 591     |
| Comuna 8  | 187 237     |
| Comuna 9  | 161 797     |
| Comuna 10 | 166 022     |
| Comuna 11 | 189 832     |
| Comuna 12 | 200 116     |
| Comuna 13 | 231 331     |
| Comuna 14 | 225 970     |
| Comuna 15 | 182 574     |

## Dipartimenti con lo stesso nome o un nome simile
- con il nome di Manuel Belgrano ci si può riferire a:
  - Dipartimento di Belgrano, nella provincia di San Luis
  - Dipartimento di Belgrano, nella provincia di Santa Fe
  - Dipartimento di Belgrano, nella provincia di Santiago del Estero
  - Dipartimento di Doctor Manuel Belgrano
  - Dipartimento di General Belgrano, nella provincia del Chaco
  - Dipartimento di General Belgrano, nella provincia di La Rioja
  - Dipartimento di General Manuel Belgrano,
- con il nome di José de San Martín ci si può riferire ai seguenti dipartimenti:
  - Dipartimento di General San Martín, nella provincia di Salta
  - Dipartimento di General San Martín, nella provincia di La Rioja
  - Dipartimento di Libertador General San Martín, nella provincia di Misiones
  - Dipartimento di Libertador General San Martín, nella provincia di Chaco
  - Dipartimento di Libertador General San Martín, nella provincia di San Luis
  - Dipartimento di San Martín, nella provincia di Corrientes
  - Dipartimento di San Martín, nella provincia di Mendoza
  - Dipartimento di San Martín, nella provincia di San Juan
  - Dipartimento di San Martín, nella provincia di Santiago del Estero
  - Dipartimento di San Martín, nella provincia di Santa Fe

Alcuni dipartimenti in province differenti hanno lo stesso nome:
1. Dipartimento di Avellaneda
  1. Dipartimento di Avellaneda (Río Negro)
  2. Dipartimento di Avellaneda (Santiago del Estero)
2. Dipartimento di Belgrano
  1. Dipartimento di Belgrano (San Luis)
  2. Dipartimento di Belgrano (Santa Fe)
  3. Dipartimento di Belgrano (Santiago del Estero)
3. Dipartimento di Bermejo
  1. Dipartimento di Bermejo (Chaco)
  2. Dipartimento di Bermejo (Formosa)
4. Dipartimento di Capital
  1. Dipartimento di Capital (Corrientes)
  2. Dipartimento di Capital (Córdoba)
  3. Dipartimento di Capital (La Rioja)
  4. Dipartimento di Capital (Mendoza)
  5. Dipartimento di Capital (Salta)
  6. Dipartimento di Capital (Catamarca)
  7. Dipartimento di Capital (San Juan)
  8. Dipartimento di Capital (Tucumán)
  9. Dipartimento di Capital (La Pampa)
  10. Dipartimento di Capital (Misiones)
  11. Dipartimento di La Capital (San Luis)
  12. Dipartimento di La Capital (Santa Fe)
5. Dipartimento di Chacabuco
  1. Dipartimento di Chacabuco (Chaco)
  2. Dipartimento di Chacabuco (San Luis)
6. Dipartimento di Colón
  1. Dipartimento di Colón (Entre Ríos)
  2. Dipartimento di Colón (Córdoba)
7. Dipartimento di Famaillá
  1. Dipartimento di Famaillá (Tucumán)
  2. Dipartimento di Famatina
8. Dipartimento di General Alvear
  1. Dipartimento di General Alvear (Corrientes)
  2. Dipartimento di General Alvear (Mendoza)
9. Dipartimento di General Belgrano
  1. Dipartimento di General Belgrano (Chaco)
  2. Dipartimento di General Belgrano (La Rioja)
10. Dipartimento di General Güemes
  1. Dipartimento di General Güemes (Chaco)
  2. Dipartimento di General Güemes (Salta)
11. Dipartimento di General Roca
  1. Dipartimento di General Roca (Córdoba)
  2. Dipartimento di General Roca (Río Negro)
12. Dipartimento di General San Martín
  1. Dipartimento di General José de San Martín
  2. Dipartimento di General San Martín
13. Dipartimento di Independencia
  1. Dipartimento di Independencia (Chaco)
  2. Dipartimento di Independencia (La Rioja)
14. Dipartimento di Junín
  1. Dipartimento di Junín (Mendoza)
  2. Dipartimento di Junín (San Luis)
15. Dipartimento di La Paz
  1. La Paz (Catamarca)
  2. La Paz (Entre Ríos)
  3. La Paz (Mendoza)
16. Dipartimento di Lavalle
  1. Dipartimento di Lavalle (Corrientes)
  2. Dipartimento di Lavalle (Mendoza)
17. Dipartimento di Libertador General San Martín
  1. Dipartimento di Libertador General San Martín (Misiones)
  2. Dipartimento di Libertador General San Martín (Chaco)
  3. Dipartimento di Libertador General San Martín (San Luis)
18. Dipartimento di Maipú
  1. Dipartimento di Maipú (Chaco)
  2. Dipartimento di Maipú (Mendoza)
19. Dipartimento di Minas
  1. Dipartimento di Minas (Córdoba)
  2. Dipartimento di Minas (Neuquén)
20. Dipartimento di Nueve de Julio
  1. Dipartimento di Nueve de Julio (Chaco)
  2. Dipartimento di Nueve de Julio (Río Negro)
  3. Dipartimento di Nueve de Julio (San Juan)
  4. Dipartimento di Nueve de Julio (Santa Fe)
21. Dipartimento di Rawson
  1. Dipartimento di Rawson (Chubut)
  2. Dipartimento di Rawson (San Juan)
22. Dipartimento di Río Chico
  1. Dipartimento di Río Chico (Tucumán)
  2. Dipartimento di Río Chico (Santa Cruz)
23. Dipartimento di Rivadavia
  1. Dipartimento di Rivadavia (Mendoza)
  2. Dipartimento di Rivadavia (Salta)
  3. Dipartimento di Rivadavia (San Juan)
  4. Dipartimento di Rivadavia (Santiago del Estero)
24. Dipartimento di San Antonio
  1. Dipartimento di San Antonio (Jujuy)
  2. Dipartimento di San Antonio (Río Negro)
25. Dipartimento di San Carlos
  1. Dipartimento di San Carlos (Mendoza)
  2. Dipartimento di San Carlos (Salta)
26. Dipartimento di San Javier
  1. Dipartimento di San Javier (Córdoba)
  2. Dipartimento di San Javier (Misiones)
  3. Dipartimento di San Javier (Santa Fe)
27. Dipartimento di San Justo
  1. Dipartimento di San Justo (Córdoba)
  2. Dipartimento di San Justo (Santa Fe)
28. Dipartimento di San Lorenzo
  1. Dipartimento di San Lorenzo (Chaco)
  2. Dipartimento di San Lorenzo (Santa Fe)
29. Dipartimento di San Martín
  1. Dipartimento di San Martín (Corrientes)
  2. Dipartimento di San Martín (Mendoza)
  3. Dipartimento di San Martín (San Juan)
  4. Dipartimento di San Martín (Santiago del Estero)
  5. Dipartimento di San Martín (Santa Fe)
30. Dipartimento di San Pedro
  1. Dipartimento di San Pedro (Jujuy)
  2. Dipartimento di San Pedro (Misiones)
31. Dipartimento di Santa Rosa
  1. Dipartimento di Santa Rosa (Catamarca)
  2. Dipartimento di Santa Rosa (Mendoza)
32. Dipartimento di Sarmiento
  1. Dipartimento di Sarmiento (Chubut)
  2. Dipartimento di Sarmiento (San Juan)
  3. Dipartimento di Sarmiento (Santiago del Estero)
33. Dipartimento di Veinticinco de Mayo
  1. Dipartimento di Veinticinco de Mayo (Misiones)
  2. Dipartimento di Veinticinco de Mayo (Río Negro)
  3. Dipartimento di Veinticinco de Mayo (San Juan)